# دیوید اتکینسون (بازیکن فوتبال)
دیوید اتکینسون (انگلیسی: David Atkinson؛ زادهٔ ۲۷ آوریل ۱۹۹۳) بازیکن فوتبال اهل بریتانیا است.
از باشگاه‌هایی که در آن بازی کرده‌است می‌توان به باشگاه فوتبال میدلزبرو، باشگاه فوتبال کارلایل یونایتد، باشگاه فوتبال بلیث اسپارتانس و باشگاه فوتبال هارتل پول یونایتد اشاره کرد.